# Sibyla z Fortie
Sibyla z Fortie (zemřela 24. listopadu 1406) byla jako čtvrtá manželka aragonského krále Petra IV. aragonskou královnou.

## Život
Sibyla se narodila jako dcera Berenguera z Fortie a jeho manželky Francesky z Palau. Sibyla náležela k rodině Fortià z nižší šlechty s majetkem na venkovském Empordà v hrabství Empúries.
Sibyla byla v dospívání považována za přirozenou krásku. Poprvé se provdala za Artala z Foces. Když ovdověla, stala se během pobytu královského páru v Empordà dvorní dámou třetí manželky Petra IV., Eleonory Sicilské. Eleonora zemřela v roce 1375 a zanechala po sobě dva syny a dceru.
Sibyla na sebe upoutala královu pozornost brzy po Eleonořině smrti, když jí bylo kolem dvaceti let a Petrovi padesát šest. Když královi synové Jan a Martin zjistili, co se děje, postavili se proti otcovu novému sňatku, který by mohl způsobit dynastické problémy. Manželské oznámení milenců vedlo k napjatým vztahům mezi králem a jeho syny.
V Barceloně se 11. října 1377 Sibyla stala čtvrtou manželkou Petra IV. Aragonského. Měla s ním tři děti:
- Alfons Aragonský (1376–1377)
- Petr Aragonský (duben 1379)
- Isabela Aragonská (1376–1424) ⚭ 1407 hrabě Jakub II. z Urgellu (1380–1433)

Postupem času se věci zhoršovaly. Sibylina rodina byla pozvána ke dvoru a král začal upřednostňovat jejího bratra Bernarda. Petr, Sibyla a její rodina utvořili u dvora jednu frakci, druhou tvořil Petrův syn a dědic Jan, jeho francouzská manželka Jolanda z Baru a jejich stoupenci.
Po Petrově smrti v roce 1387 se stali Jan s Jolandou králem a královnou Aragonie a chtěli se zbavit Sibyly. Pro vlastní bezpečnost Sibyla prchla do Sant Martí Sarrocy, kde dříve žila její nevlastní dcera Eleonora. Sibyla tam nezůstala dlouho, na příkaz Jana a Jolandy byla nucena se vrátit do Aragonie.
Sibylu nenechali popravit, ale poslali ji pod přísným dohledem do Barcelony, kde s ní však bylo zacházeno lépe než u královského dvora. Po Janově smrti v roce 1406 se stal novým králem jeho bratr Martin, který ji nadále zanechal v Barceloně.
Sibyla v Barceloně zemřela 24. listopadu 1406. Na příkaz krále Martina měla státní pohřeb. Byla pohřbena v klášteře San Francesco v Barceloně, tradičním pohřebišti aragonských králů a královen. Později bylo její tělo přeneseno do kláštera Poblet.
Když byl klášter v devatenáctém století zničen, byla 20. dubna 1852 Sibyla a další pohřbena v barcelonské katedrále. Byla jako první uložena do schrány zabudované ve zdi v kapli mučedníků.